# Robert James Cook
Robert James Cook (ur. 1937 w Minnesocie) – amerykański fitopatolog, laureat Nagrody Wolfa w dziedzinie rolnictwa, członek National Academy of Sciences.
Urodził się jako najstarsze z 8 dzieci farmerów gospodarujących na trzystuakrowej (ok 160 ha) farmie, gdzie od dzieciństwa pomagał w pracy. Miał zamiar zostać farmerem, w tym celu wstąpił na North Dakota Agricultural College, aby studiować agronomię i hodowlę zwierząt. Pod wpływem narzeczonej postanowił nie wracać do farmerstwa, lecz zostać naukowcem. 
Stopień magistra (master's degree) uzyskał w 1960 roku, a następnie doktoryzował się na Uniwersytecie Kalifornijskim w Berkeley, w 1964 roku. W Berkeley przystąpił do grupy uczonych zajmujących się patogenami żyjącymi w glebie. Ponieważ chemiczne zwalczanie tych patogenów było kosztowne i nieefektywne, podjęto badania nad biologicznym zwalczaniem tych patogenów. 
Po doktoracie pracował przez rok w Australii (na stypendium), a po powrocie, w 1965 roku, zatrudnił się na Washington State University, gdzie pracował dla Agricultural Research Service, agencji badawczej Departamentu Rolnictwa Stanów Zjednoczonych, gdzie jego zadaniem było opracowanie metod zwalczania chorób korzeni pszenicy. Prace jego dotyczyły między innymi fumigacji gleby, jak też uprawy bezorkowej. Obalił jeden z powszechnych mitów, że słoma pszeniczna pozostawiona na polu zmniejsza plony. Stwierdził też, że wysiew pszenicy rok po roku przez kilkanaście lat zmniejsza ilość patogenów w glebie.
Przeszedł na emeryturę w 2005 roku, lecz pozostał aktywny zawodowo, biorąc udział w konferencjach oraz wspomagając WSU i National Academy of Sciences.

## Nagrody i uhonorowania[1]
- W 1993 został wybrany do National Academy of Sciences
- W 2011 otrzymał Nagrodę Wolfa w dziedzinie rolnictwa
- W 2018 Washington State University nadał mu doktorat honoris causa